# Tympanoctomys barrerae
Tympanoctomys barrerae is een knaagdier uit de familie der schijnratten (Octodontidae) dat voorkomt in de woestijnen van West-Argentinië. Deze soort is gedurende enige tijd in het geslacht Octomys geplaatst, maar wordt nu als de een soort uit het geslacht Tympanoctomys beschouwd.

## Leefwijze
Tympanoctomys barrerae leeft in zoute woestijnen van ganzenvoet en Halofyt. Het is een solitair, op de grond levend dier dat holen graaft. Het dier heeft extreem grote bullae tympanicae, gespecialiseerde, zeer grote nieren en een opvallende bos haren bij de tanden, allemaal specialisaties voor het harde leven in de open, zoute woestijnen van Argentinië.

## Chromosomen
Lang werd gedacht dat het karyotype van deze soort 4n=102 bedroeg; T. barrerae zou samen met de verwante Pipanacoctomys aureus het enige tetraploïde zoogdier zijn. Gedacht werd dat dat de vrouwtjes vier X-chromosomen hadden en de mannetjes drie X-chromosomen en een Y-chromosoom. De oorsprong van de tetraploïdie werd gezocht Tympanoctomys in hybridisatie tussen Pipanacoctomys aureus en Octomys mimax. De tetraploïdie zou 6,5 à 7,0 miljoen jaar geleden ontstaan zijn. Dit bleek bij nader onderzoek op een fout te berusten.
Het genoom van T. barrerae is 16,8 pg, ruim twee keer zoveel als het gemiddelde bij Hystricognathi (7,9 pg).